# Anisodontea
- Commons
- Wikispecies

Anisodontea C. Presl é um género botânico pertencente à família Malvaceae.

## Sinonímia
- Malveopsis  C. Presl

## Espécies
| - Anisodontea alexandrii - Anisodontea anomala - Anisodontea biflora - Anisodontea bryoniifolia - Anisodontea capensis - Anisodontea dissecta - Anisodontea dregeana - Anisodontea elegans - Anisodontea erubescens - Anisodontea fruticosa - Anisodontea gracilis | - Anisodontea × hypomadarum - Anisodontea julii - Anisodontea malvastroides - Anisodontea procumbens - Anisodontea pseudocapensis - Anisodontea racemosa - Anisodontea reflexa - Anisodontea scabrosa - Anisodontea setosa - Anisodontea theronii - Anisodontea triloba |